# Monastyryska
Monastyryska (en ukrainien : Монастириська) ou Monastyriska (en russe : Монастыриска ; en polonais : Monasterzyska) est une ville de l'oblast de Ternopil, en Ukraine, et le centre administratif du raïon de Monastyryska. Sa population s'élevait à 5 380 habitants en 2022.

## Géographie
Monastyryska est située sur la rivière Koropets, à 59 km au sud-ouest de Ternopil.

## Histoire
La première mention de Monastyryska remonte à 1454. Elle fut polonaise jusqu'en 1772, puis fit partie de la province de Galicie de l'empire d'Autriche puis de l'Autriche-Hongrie. Elle redevint polonaise après la Première Guerre mondiale. En 1939, la ville comptait 1 741 Polonais catholiques, 408 Ukrainiens gréco-catholiques et 1 310 Juifs. Après la signature du pacte germano-soviétique, Monastyryska fut occupée par l'Armée rouge en septembre 1939 puis annexée à l'Union soviétique et rattachée à la république socialiste soviétique d'Ukraine. Elle reçut le statut de ville en 1941. Pendant la Seconde Guerre mondiale, elle fut occupée par l'Allemagne nazie du 4 juillet 1941 au 22 juillet 1944. La quasi-totalité des Juifs de la ville fut massacrée au cours de l'occupation. Monastyryska redevint soviétique en 1944 au sein de la république socialiste soviétique d'Ukraine. Depuis 1991, elle fait partie de l'Ukraine indépendante.

## Population
Recensements (*) ou estimations de la population :
| 1848  | 1867  | 1880  | 1900  | 1915  | 1921* | 1939* |
| ----- | ----- | ----- | ----- | ----- | ----- | ----- |
| 3 391 | 3 453 | 4 333 | 4 866 | 4 372 | 2 967 | 7 800 |

| 1959* | 1970* | 1979* | 1989* | 2001* | 2011  | 2012  |
| ----- | ----- | ----- | ----- | ----- | ----- | ----- |
| 4 220 | 4 996 | 5 679 | 6 427 | 6 344 | 6 134 | 6 117 |

| 2013  | 2014  | 2015  | 2016  | 2017  | - | - |
| ----- | ----- | ----- | ----- | ----- | - | - |
| 6 089 | 6 065 | 6 020 | 5 970 | 5 887 | - | - |